# Ángel Jara Saguier
Ángel Críspulo Jara Saguier  (Asunción, 1 de octubre de 1936-Asunción, 15 de septiembre de 2008) fue un futbolista y entrenador paraguayo. Es considerado una de las figuras emblemáticas del fútbol paraguayo de mediados del siglo XX.

## Biografía

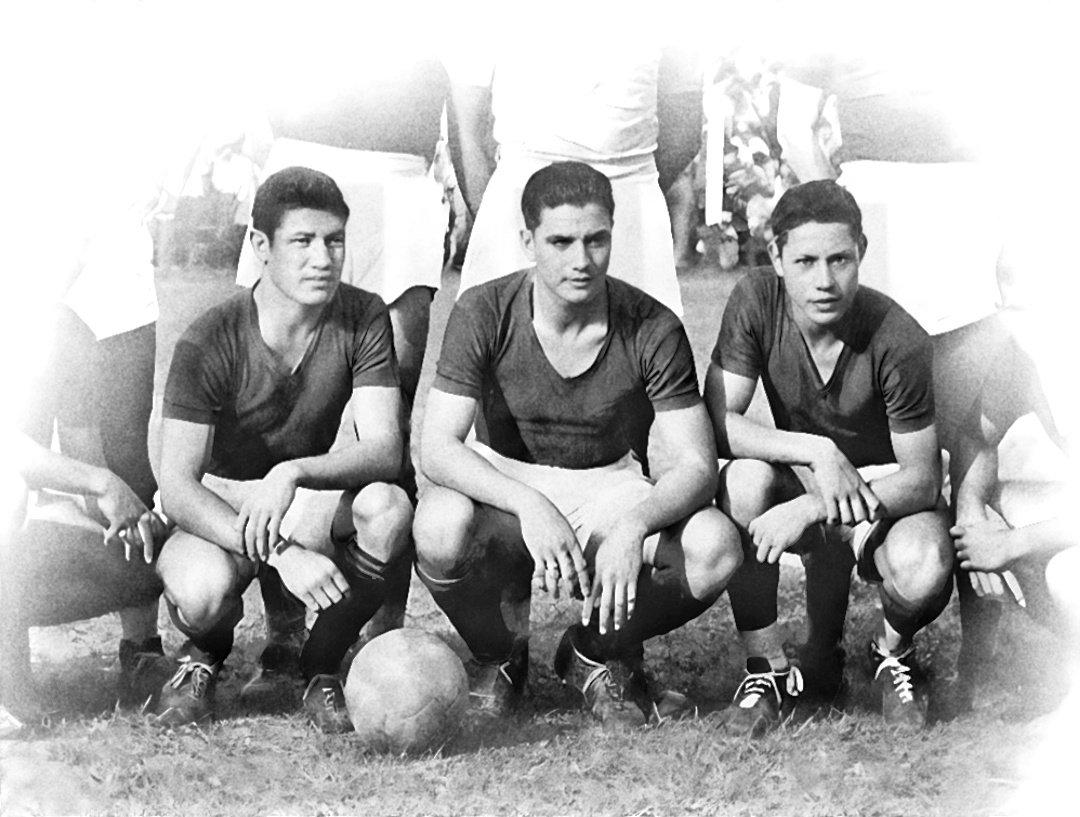
Retrato junto a sus hermanos Enrique (izquierda) y Darío (centro) en 1954.

Nacido el 1 de octubre de 1936 (coincidiendo con el aniversario del club Cerro Porteño) en el barrio asunceno de Santísima Trinidad, fue el sexto de trece hijos del matrimonio entre Críspulo Jara Román (1894-1953) y Lidia Concepción Saguier (1910-1983), y el cuarto de la famosa dinastía "Jara Saguier" del fútbol paraguayo. Surgido de las inferiores del club Rubio Ñu, durante los primeros años de su adolescencia pasó a formar parte de Cerro Porteño, donde comenzó su carrera en 1953.
Realizó su debut en Primera División en 1954 en un clásico ante Olimpia. Sin embargo, pese a que su posición natural era la de delantero, compartió equipo inicialmente con su hermano Darío, también de corte ofensivo, lo que lo llevó a adaptarse como mediocampista ofensivo hasta hacerse con su lugar preferido. Resultó campeón del fútbol paraguayo en su torneo de presentación (junto a sus hermanos Darío y Enrique) y de nueva cuenta en 1961 (solo junto a Enrique).
En la selección de Paraguay
Ángel fue parte del primer Campeonato Sudamericano Juvenil en 1954, celebrado en Venezuela. Más adelante, se convirtió en figura fundamental en la eliminatoria para la Copa Mundial de Suecia 1958, anotando tres goles en cuatro partidos, incluidos encuentros ante Uruguay, Colombia y Perú.
Uno de los momentos más recordados fue la victoria 5-0 sobre Uruguay el 14 de julio de 1957, partido en el cual Ángel marcó uno de los goles. Pese a ser un pilar en la clasificación al Mundial, no integró la delegación debido a un conflicto con los directivos de Cerro Porteño tras una gira por Sudamérica, lo que resultó en su suspensión junto a su hermano Enrique.
En Francia

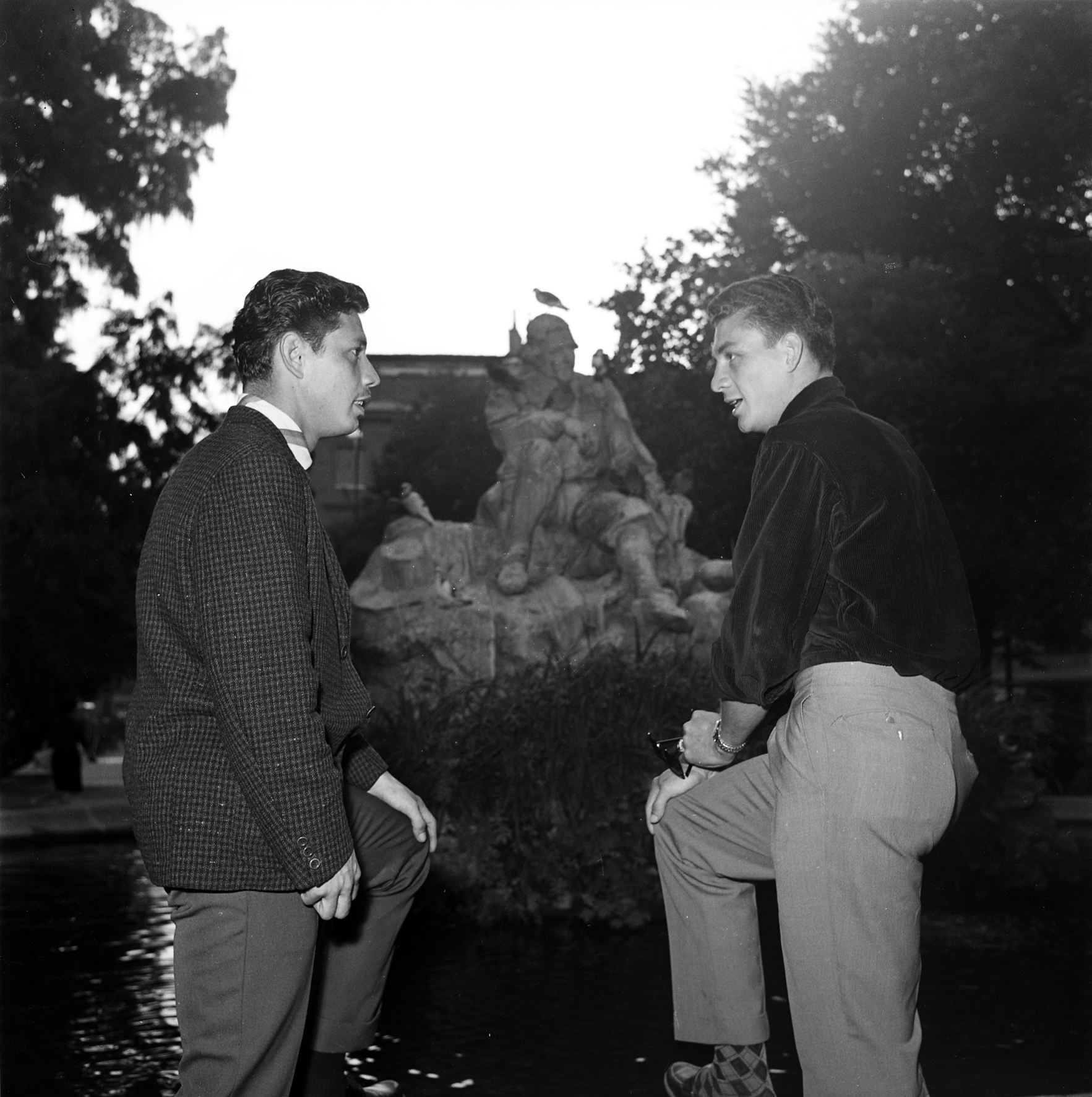
Retrato junto a Carlos Monín el 15 de octubre de 1962.

En 1962, Ángel emigró a Francia, donde continuó su carrera profesional en varios clubes:
| Equipo          | Años      | Partidos | Goles |
| --------------- | --------- | -------- | ----- |
| Toulouse (1937) | 1962–1965 | 34       | 3     |
| Red Star        | 1965-1967 | 66       | 9     |
| Racing Besançon | 1967-1969 | 65       | 3     |
| Totales         | Totales   | 165      | 15    |

Radicado en Francia durante 20 años, comenzó su carrera como entrenador en clubes de divisiones inferiores como Vendôme y Moulin (con el que obtuvo un campeonato de ascenso).
Equipos dirigidos en Paraguay
Tras su etapa en Europa, regresó a Paraguay, donde dirigió a diversos clubes nacionales e incluso equipos del interior del país. Su carrera como técnico incluyó tanto divisiones inferiores como planteles principales:
- Cerro Porteño (juveniles y primer equipo)
- Guaraní
- Nacional
- Libertad
- Sol de América
- River Plate (Asunción)
- Rubio Ñu
- Sportivo Trinidense
- Cerro Porteño (Ciudad del Este)

En 1994, dirigió la selección de la Primera de Ascenso que se coronó campeona invicta en el torneo interligas celebrado en Ciudad del Este.
Vida personal y fallecimiento
Estuvo casado con su esposa Fulvia Vargas y fue padre de tres hijos: Javier, Grace y Chantal. Sus hijas contrajeron matrimonio, respectivamente, con el golfista Raúl Fretes y el futbolista Juan José Aranda, de Sol de América. El 15 de septiembre de 2008 perdió la vida a los 71 años, luego de haber estado internado durante 10 días en terapia intensiva a causa de una septicemia.

## Palmarés

### Jugador
Cerro Porteño
- División de Honor: 1954, 1961; segundo puesto: 1957, 1958, 1959, 1960

### Entrenador
Moulin
- División de Ascenso: año desconocido

Selección de Paraguay
- Campeonato Sudamericano de Ascenso: 1994